# Grünes Jochzahnmoos
Das Grüne Jochzahnmoos (Zygodon viridissimus) ist eine Laubmoos-Art aus der Familie Orthotrichaceae.

## Merkmale
Das Grüne Jochzahnmoos ist der nahe verwandten Art Zygodon rupestris sehr ähnlich und bildet wie diese niedrige, lockere Rasen mit aufrechten Stämmchen. Die lanzettlichen, oben gekielten, kurz gespitzten und bis zwei Millimeter langen Blätter sind feucht aufrecht abstehend bis spreizend, trocken locker spiralig gedreht. Die Blattrippe endet knapp vor der Blattspitze. Die Blattzellen sind unten wasserhell und kurz rechteckig, oben unregelmäßig rundlich, dickwandig, stark papillös und 7 bis 10 Mikrometer groß.
Die Geschlechterverteilung ist diözisch. Sporogone sind selten. Der Verbreitung dienen die reichlich gebildeten Brutkörper, diese sind ellipsoidisch bis spindelförmig, 25 bis 35 Mikrometer breit und 60 bis 100 Mikrometer lang. Die Zellen der Brutkörper sind mit Quer- und Längswänden geteilt.

## Standortansprüche
Das Moos wächst in collinen bis montanen Höhenlagen in feuchten bis trockenen, schattigen bis lichtreichen, aber nicht direkt sonnigen Lagen an Stämmen von Laubhölzern, seltener auf Totholz oder Gestein an Waldrändern und in Lichtungen, in Alleen und Parks oder an freistehenden Obstbäumen. Die Wuchsorte befinden sich oft in der Nähe von Gewässern.

## Verbreitung
Weltweit gibt es Vorkommen in Europa, Makaronesien, in Nordafrika und in Nord- und Mittelamerika. In Europa ist der Verbreitungsschwerpunkt im westlichen Teil. In Deutschland, Österreich und der Schweiz ist die Art meist selten bis sehr selten und fehlt in vielen Gebieten.